# Dialecte de Màntua
El dialecte mantuà (dialét mantuàn o dialét mantfàn) és un dialecte gal·loitàlic de la llengua emiliano-romanyola, parlat a la ciutat italiana de Màntua.
La seva classificació no és controvertida encara que, igual que altres dialectes locals com els de Plasència i el cremonès, també té característiques de la llengua llombarda. A més, ja Bernardino Biondelli, en la seva obra Saggio sui dialetti gall-italici (traduït com «Assaig sobre els dialectes gal·loitàlics») de 1853, va escriure que el mantuà era un dialecte emilià que pertanyia al subgrup del dialecte ferrarès juntament amb el de Mirandola i el propi ferrarès.